# Luca Prodan
Luca George Prodan (* 17. Mai 1953 in Rom; † 22. Dezember 1987 in Buenos Aires) war ein italienisch-schottischer Musiker und Komponist. Anfang der 1980er Jahre ging er nach Argentinien und gründete dort die Musikgruppe Sumo. Er war der Bruder des italienischen Filmschauspieler und Musikers Andrea Prodan.

## Leben
Luca Prodan wurde, nach der Rückkehr seiner Familie aus China, am 17. Mai 1953, als drittes von vier Kindern in Rom geboren. Er hatte durch seinen Vater Mario Prodan (1911–1994) sowohl italienische als auch österreich-ungarische Wurzeln. Seine Mutter Cecilia Pollock-Prodan (1919–2012) war ursprünglich schottischer Abstammung, wuchs als Kind einer Unternehmerfamilie in der damaligen britischen Oberschicht von Shanghai auf, wo sie später Mario Proda, Lucas Vater heiratete. Mario Prodan baute im Shanghai dieser Jahre ein florierendes Geschäft mit alter chinesischer Keramik auf, welches durch die japanische Invasion in China während des Zweiten Weltkriegs unhaltbar wurde und schließen musste. Die Familie emigrierte, nach längerem Aufenthalt in einem japanischen Internierungslager, nach Rom.
In seiner frühen Jugend wurde er von seinen Eltern auf das Gordonstoun College, eine renommierte internationale Privatschule in Schottland geschickt, dieselbe Schule, die u. a. auch König Charles III. besuchte.  Dort lernte er Timmy McKern kennen. Mit 17 brach er jedoch ab, lief vom Internat weg und reiste allein durch Europa. Ihm fehlten weniger als 7 Monate, um sein Studium abzuschließen. Als seine Familie seine Suche über Interpol veröffentlichte kehrte er 1970 nach Rom zurück.
In den 1970er Jahren zog er nach London, arbeitete zuerst bei EMI. Noch in London gründete er seine erste Band: The New Clear Heads, zeitgenössisch zur Ästhetik von Punkbands wie XTC, The Fall, Wire oder Joy Division. Lucas musikalische Sensibilität, beeinflusst von der Blütezeit ex-britischer Kolonialrhythmen wie Dub und Reggae, die die britische Popmusik in den 1970er Jahren beeinflussten, entspricht dem persönlichen Stil von Post-Punk-Singer-Songwritern wie Joe Jackson, Graham Parker oder Elvis Costello. Obwohl die Ironie von Ian Dury & The Blockheads vielleicht eher dem scherzhaften und festlichen Stil einiger Songs aus Prodans späterer Phase mit der Gruppe Sumo entspricht.
Prodan hatte eine besondere Berufung zur Musik. Bereits als Jugendlicher war er besonders sensibel für Symphonic Rock und die Psychedelia von Canned Heat, Soft Machine, Syd Barrett von Pink Floyd oder Peter Hammill und Van der Graaf Generator und sogar für den experimentellen Boom von Roxy Music. Inspiriert von einigen Musikern wie Bob Dylan, Jim Morrison, Nick Drake, John Lennon, David Bowie, Leonard Cohen, Lou Reed, Lucio Battisti, Franco Battiato oder Brian Eno, komponierte er in den 1970er Jahren einige denkwürdige Songs, die später ab 1981 in La Cumbrecita, Córdoba (Argentinien) aufgenommen werden sollten.
Im Virgin-Plattenladen in Marble Arch (London), einem der Geburtsorte von Richard Bransons Imperium, leitete Luca die „Singles“-Abteilung. Dort begann er, sich einige musikalische Schätze anzuhäufen, die meisten davon aus dem Lager gestohlen, mit einem persönlichen Limit: Eine von zehn verkauften Platten ging in seine Sammlung. Er wurde gefeuert, aber die Beharrlichkeit einiger Kunden, die behaupteten, „der Italiener, der jeden den Titel eines Liedes und seinen Interpreten erraten kann, durch einfaches Vorsingen oder falsches Pfeifen“, brachte ihm seinen Job bald zurück. Die zweite Chance bei Virgin war jedoch nur von kurzer Dauer. Luca hatte nun noch mehr Aufnahmen zur Verfügung, und der Diebstahl erreichte ein derartiges Maß, neben Platten, die ihm gefielen, stahl er jetzt auch für Freunde und für seinen Bruder Andrea. Diesmal zögerte Branson nicht und feuerte ihn endgültig.
Er spielte und komponierte und begann in den folgenden Jahren Heroin zu konsumieren. 1979 folgte ein Schicksalsschlag, plötzlich begingen seine Schwester Claudia zusammen mit ihrem Freund in Italien Selbstmord, nachdem sie sich in einem Auto eingeschlossen und das Kohlenmonoxid eingeatmet hatten. Nach langer Krise zog Luca 1981 auf die Farm eines alten anglo-argentinischen Freundes, Timmy McKern, in den zentralen Hügeln der Provinz Córdoba, (Argentinien), um dort Frieden zu finden und vor allem um zu versuchen, seine Sucht zu überwinden. Nach einiger Zeit auf jener Farm im Traslasierra-Tal ließ er sich dann in Hurlingham, einem Vorort von Buenos Aires, nieder. Hier gründete er Sumo und die Hurlingham Reggae Band.
1986 war er Teil von „El día que reventaron las lámparas de gas“, einem Kurzfilm unter der Regie von Rodrigo Espina.

## Tod und Vermächtnis
Prodan starb kurz vor Weihnachten 1987 im Alter von 34 Jahren in Buenos Aires an einem Herzinfarkt oder einer Zirrhose.
Zwei posthume Aufzeichnungen von Pre-Sumo-Aufnahmen sind verfügbar und bieten tiefe Einblicke auf den Künstler.
Nach seinem Tod wurden zudem zwei weitere Bands von ehemaligen Sumo-Mitgliedern gegründet: Divididos und Las Pelotas. Es wird vermutet, dass die tatsächlichen Namen nach einem hitzigen Streit von Prodan selbst kamen und sich direkt auf eine eventuelle Sumo-Trennung bezog: „Are we breaking up, you say? Bollocks we are!“; daher Divididos (spanisch für „The Divided“) und Las Pelotas (spanisch für „Bollocks“).

## Diskografie

### Mit Sumo
- Corpiños en la madrugada [Bras in the Morning] (EP, 1983)
- Divididos por la felicidad [Divided by Joy] (1985)
- Llegando los monos [Here Come the Monkeys] (1986)
- After chabón (1987)
- Fiebre [Fever] (1989)

### Solo
- Time Fate Love, recorded in 1981. Released in 1996 (Acoustic, Post-Punk, New Wave)
- Perdedores Hermosos [Beautiful Losers], recorded in 1981. Released in 1997

## Filme
- 2008: Luca – Dokumentarfilm (90 min) von Rodrigo Espina[1]
- 2008: Together – Dokumentarfilm mit Andrea Prodan von Jannik Splidsboel[2][3] (58 min./DK, Danske Filminstitut, Radiator Film ApS)